# Présidence de James Monroe
5e président des États-Unis
Présidence de James Madison Présidence de John Quincy Adams
La présidence de James Monroe débuta le 4 mars 1817, date de l'entrée en fonction de James Monroe en tant que 5e président des États-Unis, et prit fin le 4 mars 1825. Membre du Parti républicain-démocrate, Monroe accéda à la présidence après avoir remporté l'élection présidentielle de 1816 par un score écrasant sur son adversaire fédéraliste Rufus King. Cette élection fut la dernière où les fédéralistes présentèrent un candidat et Monroe n'eut aucun concurrent lors de l'élection présidentielle de 1820. Son secrétaire d'État, John Quincy Adams, lui succéda à la Maison-Blanche. 
Durant son mandat, Monroe chercha à éliminer les partis politiques, à commencer par le Parti fédéraliste qui disparut presque complètement de la scène nationale. Les républicains-démocrates cessèrent également de fonctionner comme un parti unifié et la présidence de Monroe est souvent associée à l'« ère des bons sentiments » en raison de l'apaisement des tensions partisanes. Sur le plan intérieur, Monroe dut affronter la panique bancaire de 1819 qui fut la première récession importante connue par les États-Unis depuis la ratification de la Constitution. Il favorisa également la mise en œuvre d'une politique de travaux publics financée par le gouvernement fédéral, mais mit son veto à plusieurs projets pour des motifs constitutionnels. Il soutint par ailleurs le compromis du Missouri de 1820 qui admettait le Missouri, un territoire esclavagiste, en tant qu'État au sein de l'Union mais qui interdisait l'esclavage dans les territoires situés au nord du parallèle 36° 30′.  
En politique étrangère, Monroe et le secrétaire d'État Adams achetèrent la Floride orientale à l'Espagne grâce au traité d'Adams-Onís de 1819, qui faisait suite à la première guerre séminole. Cet accord permit en outre de renforcer la présence américaine en Floride occidentale et de délimiter la frontière entre le territoire américain et la Nouvelle-Espagne jusqu'aux Rocheuses et à l'océan Pacifique, le long du 42e parallèle nord. L'administration Monroe négocia deux traités avec le Royaume-Uni, initiant un rapprochement entre les deux pays à la suite de la guerre de 1812. La frontière avec l'Amérique du Nord britannique fut démilitarisée en vertu du traité Rush-Bagot tandis que la convention de 1818 déboucha sur le règlement d'un certain nombre de contentieux territoriaux et sur le partage du territoire de l'Oregon. Très enthousiaste à l'égard des mouvements révolutionnaires en Amérique latine, le président craignait une ingérence européenne dans la région et formula en 1823 la doctrine Monroe, qui proclamait la neutralité des États-Unis dans les affaires du Vieux Continent mais qui s'opposait en retour à la présence des puissances européennes en Amérique du Sud. 
Lors de l'élection présidentielle de 1824, quatre candidats issus du Parti républicain-démocrate se présentèrent pour succéder à Monroe, qui resta en retrait pendant toute la campagne. Après un scrutin houleux qui nécessita l'arbitrage de la Chambre des représentants, John Quincy Adams fut déclaré vainqueur face au général Andrew Jackson et au secrétaire du Trésor William H. Crawford. Monroe est généralement considéré par les historiens et les politologues comme un président supérieur à la moyenne.

## Élection présidentielle de 1816

Résultats de l'élection présidentielle de 1816.

Les services rendus par Monroe au sein de l'administration Madison lors de la guerre anglo-américaine de 1812 faisait de lui un héritier potentiel du Parti républicain-démocrate, mais un certain nombre de dirigeants de ce parti n'étaient pas disposés à soutenir la candidature de Monroe en vue de l'élection présidentielle de 1816. Le secrétaire au Trésor, William H. Crawford, avait la faveur de nombreux membres du Congrès du Sud et de l'Ouest dont beaucoup se méfiaient du soutien apporté par Madison et Monroe à la création de la seconde banque des États-Unis. Les républicains-démocrates de New York ne voulaient pas d'un autre Virginien à la présidence et ils appuyèrent la candidature du gouverneur de leur État, Daniel D. Tompkins. Crawford souhaitait décrocher la nomination de son parti, mais il ne s'opposa pas franchement à la candidature de Monroe car il espérait se positionner pour succéder à Monroe en 1820 ou en 1824. Lors du caucus des nominations au Congrès, Monroe battit Crawford par 65 voix contre 54, Tompkins étant désigné comme candidat à la vice-présidence. 
Le Parti fédéraliste, moribond, nomma Rufus King comme candidat à l'élection présidentielle ; toutefois les fédéralistes ne constituaient plus une force d'opposition sérieuse depuis la fin de la guerre de 1812 à laquelle ils s'étaient opposés. Des adversaires de Monroe essayèrent de convaincre DeWitt Clinton de présenter sa candidature, mais ce dernier refusa d'entrer dans la course. Monroe fut finalement élu par 183 voix sur 217 au sein du collège électoral. Il remporta tous les États à l'exception du Massachusetts, du Delaware et du Connecticut. À l'issue des élections congressionnelles qui eurent lieu à la même période, les républicains-démocrates remportèrent plusieurs sièges à la Chambre des représentants dont l'effectif devint composé aux trois-quarts de membres de ce parti.

## Administration
Monroe composa un cabinet géographiquement équilibré, avec lequel il assura la direction de la branche exécutive. À la demande de Monroe, Crawford continua de servir en tant que secrétaire du Trésor. Monroe choisit également de conserver Benjamin Crowninshield du Massachusetts au poste de secrétaire à la Marine et Richard Rush comme procureur général. Conscient du mécontentement provoqué au Nord par la « dynastie de Virginie », Monroe désigna John Quincy Adams du Massachusetts comme secrétaire d'État, faisant de ce dernier le principal prétendant à sa succession. Diplomate expérimenté, Adams avait quitté le Parti fédéraliste en 1807 pour soutenir Thomas Jefferson et Monroe espérait que sa nomination encouragerait d'autres fédéralistes à faire défection. Monroe offrit le poste de secrétaire à la Guerre à Henry Clay du Kentucky, mais Clay ne consentait à servir dans le cabinet qu'à condition d'être nommé secrétaire d'État. La nomination d'Adams à ce dernier poste irrita profondément Clay qui s'opposa régulièrement par la suite à la politique de l'administration. Le général Andrew Jackson et le gouverneur Isaac Shelby ayant à leur tour décliné leur nomination au secrétariat à la Guerre, le président se tourna vers un membre du Congrès originaire de Caroline du Sud, John C. Calhoun, laissant le cabinet sans personnalité occidentale éminente. À la fin de l'année 1817, Rush fut nommé ambassadeur en Grande-Bretagne et William Wirt lui succéda comme procureur général. À l'exception de Crowninshield, les membres du cabinet de Monroe restèrent en place pendant toute la durée de sa présidence.

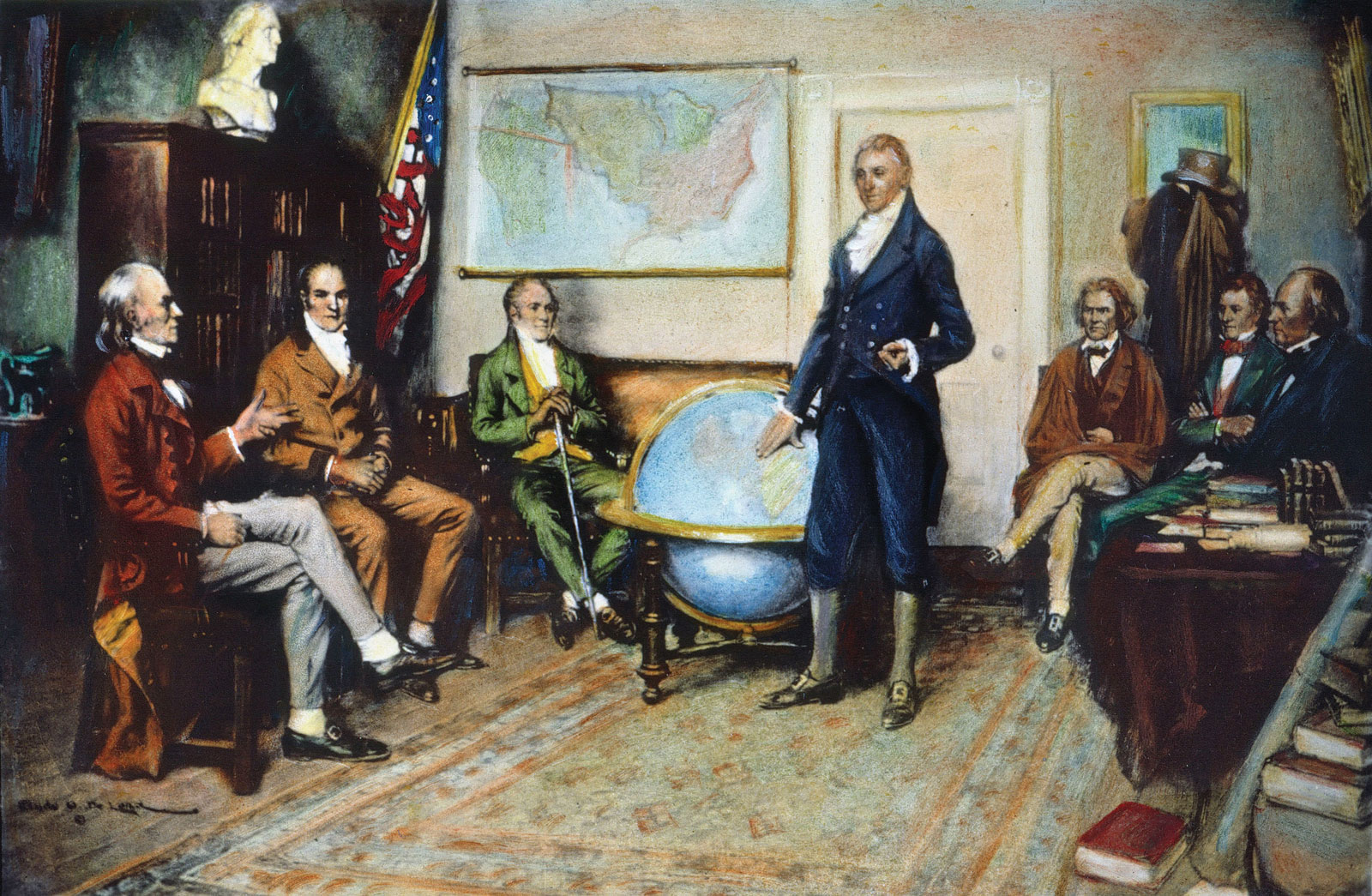
Monroe présidant une réunion du cabinet en 1823.

## Nominations judiciaires
En septembre 1823, le secrétaire à la Marine Smith Thompson fut appelé à la Cour suprême par le président Monroe pour combler le siège laissé vacant par Henry Brockholst Livingston. Officiellement investi le 5 décembre 1823, il fut confirmé dans ses fonctions par le Sénat le 9 décembre. Thompson entretenait des relations amicales avec Monroe et avait longtemps servi dans la fonction publique comme juriste et fonctionnaire. Comme Livingston, il était originaire de l'état de New York. Le sénateur Martin Van Buren et les juristes Ambrose Spencer et James Kent furent également pressentis pour cette nomination.

## Affaires intérieures

### Domination du Parti républicain-démocrate

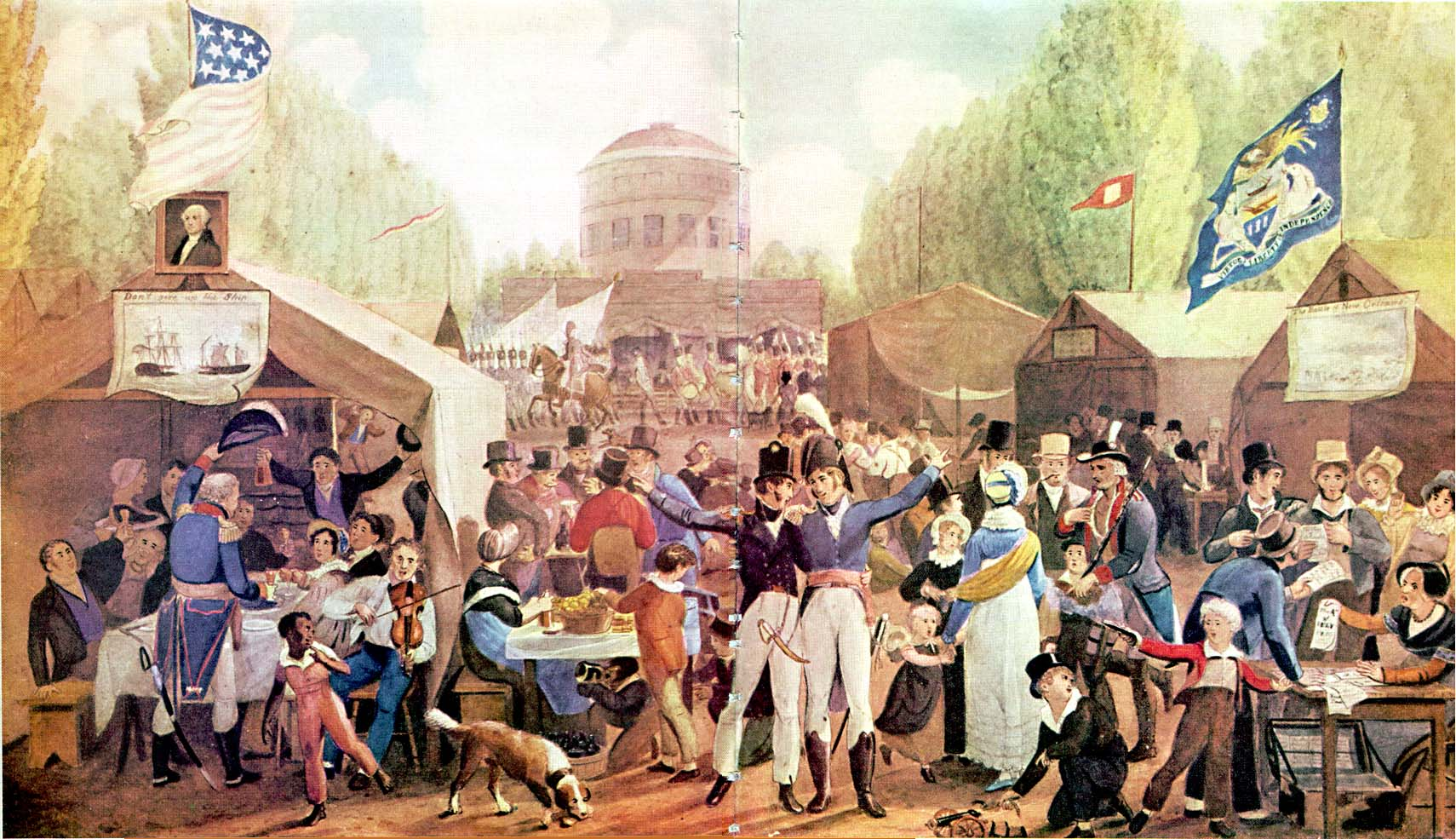
Cette aquarelle réalisée en 1819 par John Lewis Kimmel, intitulée Independence Day Celebration in Centre Square, illustre l'état d'esprit de l'« ère des bons sentiments ».

Comme tous ses prédécesseurs, Monroe estimait que l'existence de partis politiques était préjudiciable aux États-Unis et il fit de leur éradication un objectif majeur de son administration. Il chercha notamment à renforcer le Parti républicain-démocrate en évitant les sujets de division et en accueillant des ex-fédéralistes en son sein, le but recherché étant la dissolution du Parti fédéraliste. Ce dernier ne parvint pas à développer un programme national unifié et les candidats fédéralistes faisaient souvent campagne sur des questions locales plutôt que nationales. 
De son côté, Monroe fit deux longues tournées à travers le pays afin de restaurer la confiance de la population. Sa visite à Boston en 1817 fut saluée comme le début d'une « ère des bons sentiments ». Les nombreuses étapes qu'il effectua au cours de ses voyages donnèrent lieu à d'innombrables cérémonies d'accueil et de démonstrations de bonne volonté. Pendant ce temps, les fédéralistes continuèrent de décliner : le parti conservait sa vitalité et une forme d'organisation dans le Delaware mais n'avait plus qu'une influence réduite dans la politique nationale. Faute d'opposition sérieuse, le caucus du Congrès du Parti républicain-démocrate cessa de se réunir et, à des fins pratiques, mit un terme à ses activités.

### Panique bancaire de 1819
Deux ans après le début de son mandat, Monroe dut faire face à la crise bancaire de 1819. La panique fut engendrée par une diminution des importations et des exportations ainsi que par le relâchement des prix agricoles, à une période où les marchés mondiaux se réajustaient à la production et au commerce en temps de paix au sortir de la guerre anglo-américaine de 1812 et des guerres napoléoniennes,. La sévérité du ralentissement de l'économie américaine fut aggravée par la spéculation excessive sur les terres publiques, encouragée par l'émission sans restriction de papier-monnaie par les banques et les milieux d'affaires,. La deuxième banque des États-Unis (BUS) n'était pas parvenu à contrôler l'inflation avant la fin de l'année 1818, lorsque les directeurs de la banque prirent des mesures tardives pour réduire le crédit. Les succursales reçurent l'ordre de ne plus accepter d'autres billets à ordre que ceux de la BUS, de régler les paiements par billets de banque d'un État en une seule fois et de ne renouveler aucun billet de banque personnel ou hypothèque. Ces politiques budgétaires restrictives échouèrent car elles minèrent la confiance du public dans les banques et contribuèrent au début de la panique. 
Monroe avait peu d'influence sur la politique économique, qui reposait en grande partie sur les États et sur la BUS. Alors que la crise se propageait, il refusa de convoquer une session extraordinaire du Congrès pour traiter des problèmes économiques. Lorsque le Congrès reprit ses travaux en décembre 1819, Monroe plaida pour une augmentation des droits de douane mais sans recommander de tarifs spécifiques. Les droits de douane ne furent finalement augmentés qu'en 1824 avec l'adoption par le Congrès du Tariff of 1824. La crise bancaire provoqua une importante hausse du chômage, de nombreuses faillites et saisies, et un fort mécontentement populaire à l'égard des banques et des sociétés commerciales. Le ralentissement économique, qui persista pendant trois à quatre ans dans la plus grande partie du pays, fut la première récession en temps de paix depuis la ratification de la Constitution à avoir un impact majeur sur toutes les couches de la société.
L'exaspération de la population vis-à-vis de la BUS poussa l'État du Maryland à taxer la succursale de la banque nationale dans cet État. Peu de temps après, la Cour suprême rendit son verdict dans l'affaire McCulloch v. Maryland en interdisant aux États de mettre en place des taxes sur les succursales de la BUS, ce qui constituait une défaite majeure pour les défenseurs des droits des États. Le juge en chef John Marshall fit également une lecture assez large de la « clause nécessaire et appropriée » en affirmant qu'elle accordait au Congrès des pouvoirs qui n'étaient pas définis expressément dans la Constitution. Cette décision alimenta le mépris populaire à l'égard de la BUS et suscita des craintes sur le potentiel accroissement du pouvoir fédéral.

### Compromis du Missouri
Au cours de l'année 1818, Clay et le délégué territorial John Scott demandèrent l'admission du Missouri à l'Union en tant qu'État. La Chambre des représentants ne put statuer sur le projet de loi avant l'ajournement du Congrès en avril, mais se pencha de nouveau sur la question à la reprise des activités parlementaires en décembre 1818. Durant la procédure, le représentant James Tallmadge, Jr. de New York « jeta une bombe dans l'ère des bons sentiments », selon l'expression de l'historien Daniel W. Howe, en proposant des amendements interdisant l'introduction de nouveaux esclaves dans le Missouri et exigeant que tous les enfants nés ultérieurement de parents esclaves soient libres à l'âge de 25 ans. Ces amendements déclenchèrent le premier grand débat national sur l'esclavage depuis la ratification de la Constitution et révélèrent immédiatement des désaccords politiques fondamentaux autour de cette question,.  
Les républicains-démocrates du Nord formèrent une coalition transpartisane avec les restes du Parti fédéraliste pour abolir l'esclavage dans le Missouri, mesure à laquelle les républicains-démocrates du Sud étaient unanimement opposés. Les nordistes insistaient sur l'immoralité de l'esclavage alors que les sudistes se retranchaient derrière la Constitution qui selon eux ne permettait pas d'interdire l'esclavage dans un État. Beaucoup de sudistes, et parmi eux l'ancien président Thomas Jefferson, pensaient que la « diffusion » des esclaves dans l'ouest du pays faciliterait une émancipation progressive. Les deux camps avaient également conscience que le statut donné à l'esclavage dans le Missouri pouvait modifier de façon importante l'équilibre entre les États esclavagistes et les États libres au Sénat.

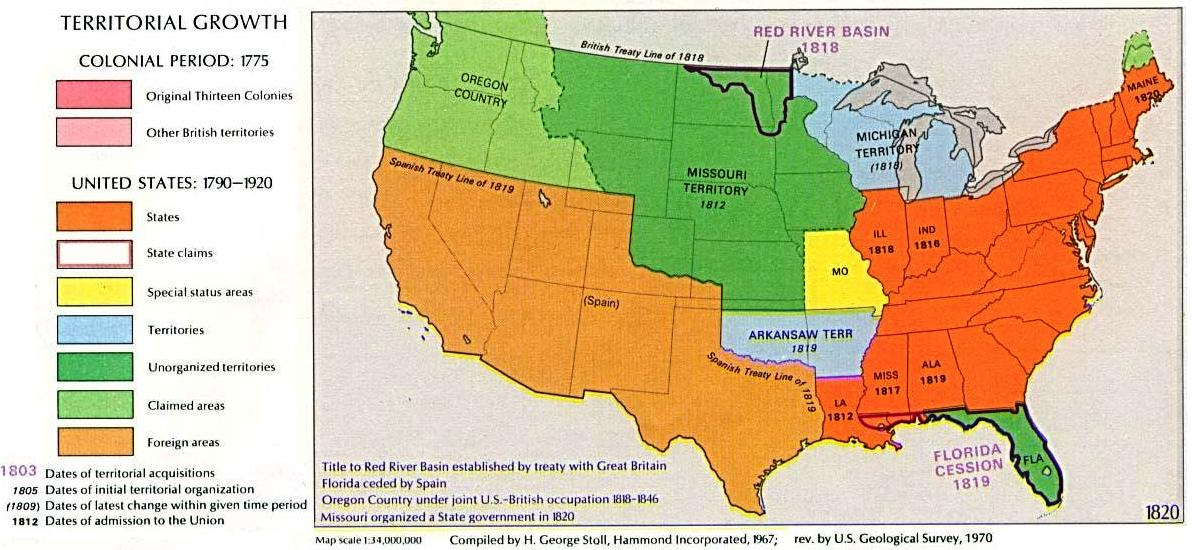
Le compromis du Missouri prohibait l'esclavage dans le territoire des Grandes Plaines (vert foncé) mais l'autorisait dans l'État du Missouri (jaune) et dans le territoire de l'Arkansas (zone inférieure bleue).

Amplifiée des amendements de Tallmadge, la loi fut adoptée par la Chambre des représentants à une assez large majorité. Dix représentants d'États libres se joignirent toutefois à leurs homologues esclavagistes pour s'opposer à au moins une des dispositions de la loi. Le texte fut ensuite envoyé au Sénat qui rejeta en bloc les deux amendements. Les points de désaccord ne purent être résolu en comité de conférence et la manœuvre échoua, mais le Congrès s'empara à nouveau du sujet en décembre 1819. Monroe, lui-même un propriétaire d'esclaves, prévint qu'il mettrait son veto à toute loi qui porterait atteinte au principe de l'esclavage dans le Missouri. Il apporta également son soutien au sénateur James Barbour et aux autres parlementaires sudistes qui tentaient de faire admettre le Missouri en tant qu'État au sein de l'Union, la contrepartie étant qu'un nouvel État anti-esclavagiste, le Maine, serait détaché du Massachusetts pour faire contrepoids au Missouri.
En février 1820, le sénateur Jesse Thomas de l'Illinois proposa un compromis dans lequel le Missouri serait admis en tant qu'État esclavagiste mais où l'esclavage serait exclu des territoires situés au nord du parallèle 36° 30′. À l'instar de nombreux hommes politiques sudistes, Monroe voyait la suggestion de Thomas comme un compromis raisonnable qui permettrait de désamorcer une situation politique devenue très tendue. Un projet de loi incluant la délimitation territoriale fixée par Thomas ainsi que l'admission du Maine et du Missouri à l'Union fut voté par le Sénat. Adopté à une courte majorité par la Chambre des représentants, le texte fut ratifié par le président Monroe en avril 1820.
La question de l'admission définitive du Missouri revint sur le devant de la scène en novembre 1820. En effet, la constitution du Missouri contenait une clause qui interdisait l'entrée du territoire aux Noirs émancipés, ce qui indignait profondément les habitants du Nord. Les débats autour du Missouri influencèrent l'élection présidentielle de 1820 et le Congrès publia deux résultats, un prenant en compte les électeurs du Missouri, et un les excluant. Sur l'insistance de Clay, les parlementaires votèrent finalement en faveur de l'admission à condition que la clause controversée « ne soit jamais interprétée de manière à autoriser le passage d'une loi » contraire à la clause de privilèges et d'immunités dont bénéficiait chaque citoyen américain. Cette disposition, délibérément ambiguë, est parfois désigné sous le nom de « deuxième compromis du Missouri ». Beaucoup d'individus des deux camps avaient conscience que ce compromis n'était qu'un pis-aller et l'admission de nouveaux États libres ou esclavagistes au sein de l'Union continua de poser problème jusqu'à l'abolition de l'esclavage.
En plus de régler le problème posé par l'admission du Missouri, le compromis eut plusieurs conséquences importantes. Il contribua tout d'abord à empêcher la scission du Parti républicain-démocrate à une époque où les fédéralistes ne constituaient pas une véritable force d'opposition. En outre, il créa un précédent en stipulant que les nouveaux États, libres ou esclavagistes, devaient désormais être admis par paire afin de ne pas troubler l'équilibre au Sénat. Les débats autour du compromis permirent également à Henry Clay et au Sénat des États-Unis d'asseoir leur influence sur la scène politique. Plus important encore, le compromis du Missouri porta un rude coup au concept de l'émancipation progressive jadis populaire chez les dirigeants du Sud. La révolte des esclaves conduite par Denmark Vesey, qui fut capturé et exécuté en 1822, contribua à durcir encore un peu plus les revendications pro-esclavagistes dans le sud du pays sous la présidence de Monroe.

### Améliorations internes

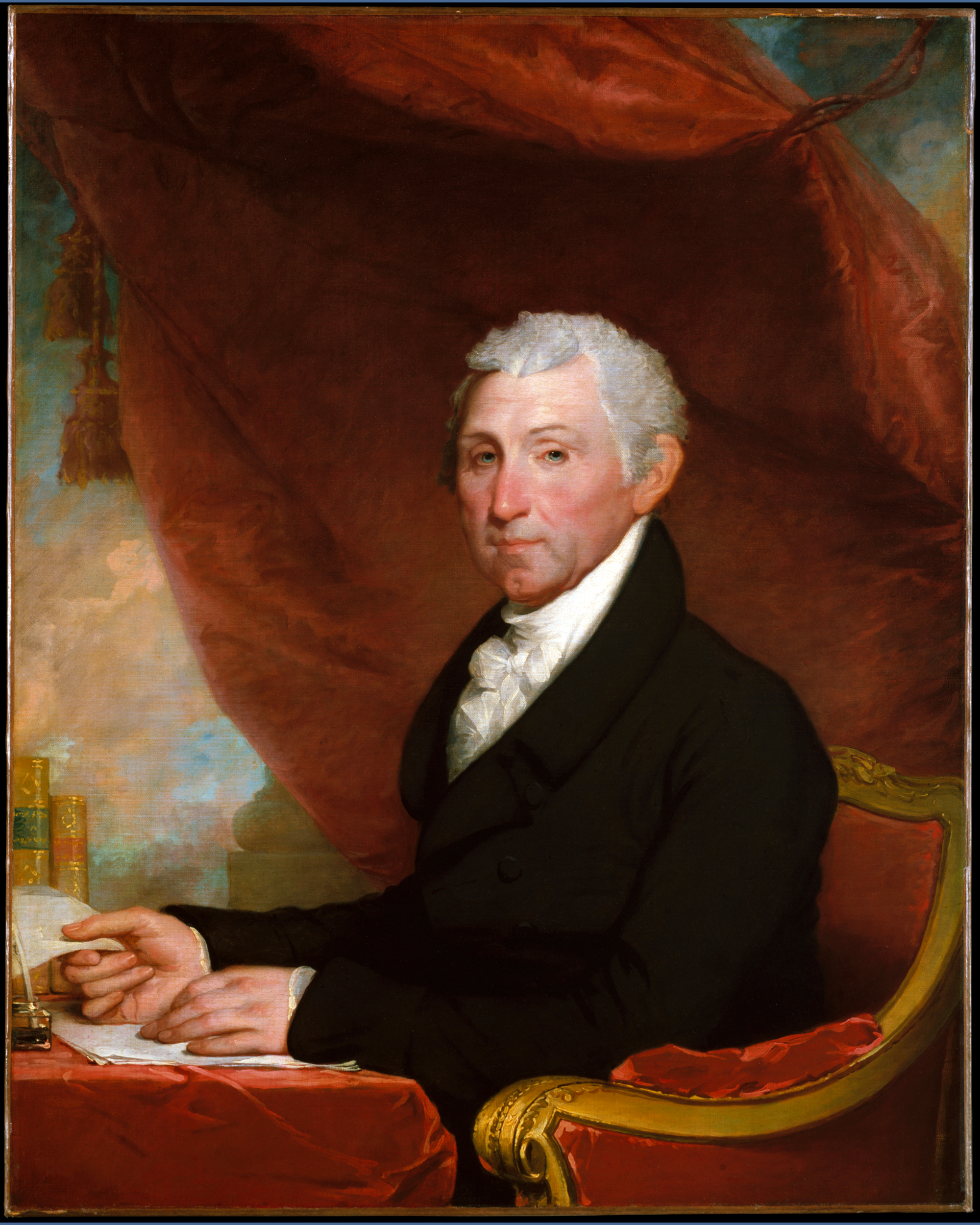
Le président James Monroe dans les années 1820. Huile sur toile de Gilbert Stuart, Metropolitan Museum of Art.

Alors que les États-Unis continuaient de se développer, de nombreux Américains souhaitaient la mise en place de réformes structurelles pour soutenir la croissance du pays. L'aide fédérale à des projets de ce type évolua lentement et de manière hasardeuse du fait des diverses factions qui s'opposaient sur la question au Congrès et d'un pouvoir exécutif préoccupé par la constitutionnalité de l'implication du gouvernement fédéral dans ce genre d'initiatives. Monroe était certes conscient de la nécessité pour la jeune nation américaine d'améliorer ses infrastructures pour croître et prospérer sur le plan économique, mais il se souciait également de savoir si la participation des autorités fédérales à la construction, à l'entretien et à la mise en œuvre d'un réseau de transport national était conforme à la Constitution. Il demanda à plusieurs reprises au Congrès d'adopter un amendement qui permettrait à celui-ci de financer des améliorations structurelles, mais le Congrès n'y donna jamais aucune suite, notamment parce qu'un certain nombre de parlementaires estimaient d'un point de vue constitutionnel qu'un tel financement était du ressort du gouvernement fédéral.
En 1811 débuta la construction de la National Road (« route nationale »), qui reliait à la fin de l'année 1818 la rivière Ohio au fleuve Potomac. En 1822, le Congrès vota une loi autorisant la construction de péages le long de la route. Les bénéfices ainsi perçus devaient servir à financer l'entretien de la chaussée. Conformément à sa position vis-à-vis des réformes structurelles, Monroe mit son veto à la loi. Dans un essai, il exposa de manière approfondie ses idées sur le sujet à l'aune de la Constitution. Tout en admettant que le Congrès pouvait s'attribuer des fonds, il estimait que ce n'était pas le rôle de cette institution que d'entreprendre la construction de chantiers nationaux ni d'en assumer la juridiction. En 1823, Monroe suggéra au Congrès de travailler conjointement avec les États à la construction des canaux devant relier les fleuves menant à l'océan Atlantique à la partie occidentale des États-Unis. Il ratifia une loi qui permit aux autorités d'investir dans la compagnie du canal de Chesapeake et du Delaware. L'attitude de Monroe au sujet des canaux fut en partie motivée par la mise en service imminente du canal Érié qui devait relier la ville de New York avec les Grands Lacs.  
En 1824, la Cour suprême prononça l'arrêt Gibbons v. Ogden qui statuait que la clause de commerce évoquée dans la Constitution conférait au gouvernement fédéral un large pouvoir en matière de commerce inter-États. Peu de temps après, le Congrès adopta deux lois importantes qui marquèrent le début de la participation des autorités fédérales à la construction d'ouvrages civils. Le General Survey Act autorisait en effet le président à faire ériger des routes ou des canaux jugés d'« importance nationale ». La responsabilité des travaux de prospection était confiée au corps du génie militaire. La deuxième loi, votée un mois plus tard, permit d'affecter 75 000 dollars à l'amélioration de la navigation sur l'Ohio et le Mississippi avec le retrait des bancs de sable, des chicots et de divers obstacles. Par la suite, la loi fut étendue à d'autres cours d'eau comme le Missouri.

### Événements divers
Dans les années précédant l'arrivée de Monroe au pouvoir, l'idée de coloniser l'Afrique avec des Noirs émancipés s'était très vite répandue dans la société américaine. Le représentant Charles F. Mercer et le révérend Robert Finley du New Jersey fondèrent l’American Colonization Society (ACS) afin d’œuvrer en faveur de la colonisation de l'Afrique. La plupart des adhérents de la société voyaient la colonisation comme un moyen d'assurer l'émancipation progressive des esclaves et de diversifier l'économie du Sud. La société comptait également dans ses rangs des sudistes pro-esclavagistes dont l'objectif principal était d'éliminer les Noirs libres du pays. L'ACS reçut le soutien de personnalités éminentes comme l'ancien président James Madison, le juge assesseur Bushrod Washington et Henry Clay. En 1819, l'administration Monroe accepta de financer en partie la société qui, à l'instar de la banque nationale, fonctionnait selon un partenariat public et privé. La marine américaine aida l'ACS à établir une colonie en Afrique de l'Ouest, à la frontière de la Sierra Leone qui accueillait également des Noirs affranchis. La nouvelle colonie fut baptisée du nom de Liberia et sa capitale prit le nom de Monrovia en l'honneur du président Monroe. Initialement destiné à devenir une colonie permanente des États-Unis, le Liberia prit son indépendance en 1847, et dans les années 1860, environ dix millions d'Afro-Américains y avaient déjà émigré.
Monroe s'intéressa de près à la conquête de l'Ouest, qui était supervisée par le secrétaire à la Guerre John C. Calhoun. Calhoun organisa une expédition sur la rivière Yellowstone afin d'étendre l'influence américaine dans cette région et améliorer la connaissance des territoires situés au nord-ouest de la Louisiane. L'expédition subit de nombreuses déconvenues mais les efforts des scientifiques comme Edwin James permirent de mieux connaître la faune et la flore de la région. 
En 1802, le gouvernement fédéral avait acheté à la Géorgie les terres de Yazoo et le président Jefferson avait promis en échange de chasser les tribus amérindiennes de la région. Les Géorgiens firent pression sur Monroe pour l'inciter à déplacer les Amérindiens dans les territoires à l'ouest du Mississippi, mais ces derniers repoussèrent les avances de l'administration Monroe qui se proposait d'acheter leurs terres. Ne souhaitant pas expulser les tribus amérindiennes par la force, Monroe ne prit aucune autre décision majeure en matière de politique indienne.

## Politique étrangère

### Traités avec la Grande-Bretagne
Au début du mandat de Monroe, l'administration américaine négocia deux accords importants avec la Grande-Bretagne qui réglaient les litiges aux frontières hérités de la guerre de 1812. En avril 1817, l'accord Rush-Bagot démilitarisa la frontière entre les États-Unis et l'Amérique du Nord britannique en réglementant les forces navales présentes dans la région des Grands Lacs et sur le lac Champlain. La convention de 1818, ratifiée en octobre de la même année, délimita le tracé actuel de la frontière entre le Canada et les États-Unis depuis le Minnesota jusqu'aux montagnes Rocheuses, à hauteur du 49e parallèle nord. La Grande-Bretagne dut rétrocéder tous les territoires de la terre de Rupert situés au sud du 49e parallèle et à l'est de la ligne de partage continentale, en particulier la colonie de la rivière Rouge au sud de cette latitude. En échange, les États-Unis renonçaient à l'extrémité nord du territoire du Missouri, situé au-dessus du 49e parallèle. Le traité prévoyait également une occupation anglo-américaine conjointe du territoire de l'Oregon pour une durée de dix ans. L'accord Rush-Bagot et la convention de 1818 constituèrent une étape importante dans les relations américaines avec le Royaume-Uni et le Canada, même si tous les problèmes n'avaient pu être résolus. L'apaisement des tensions permit une recrudescence de l'activité commerciale, en particulier l'exportation du coton, et contribua à la décision britannique de rester en dehors de la première guerre séminole.

### Floride espagnole

#### Première guerre séminole

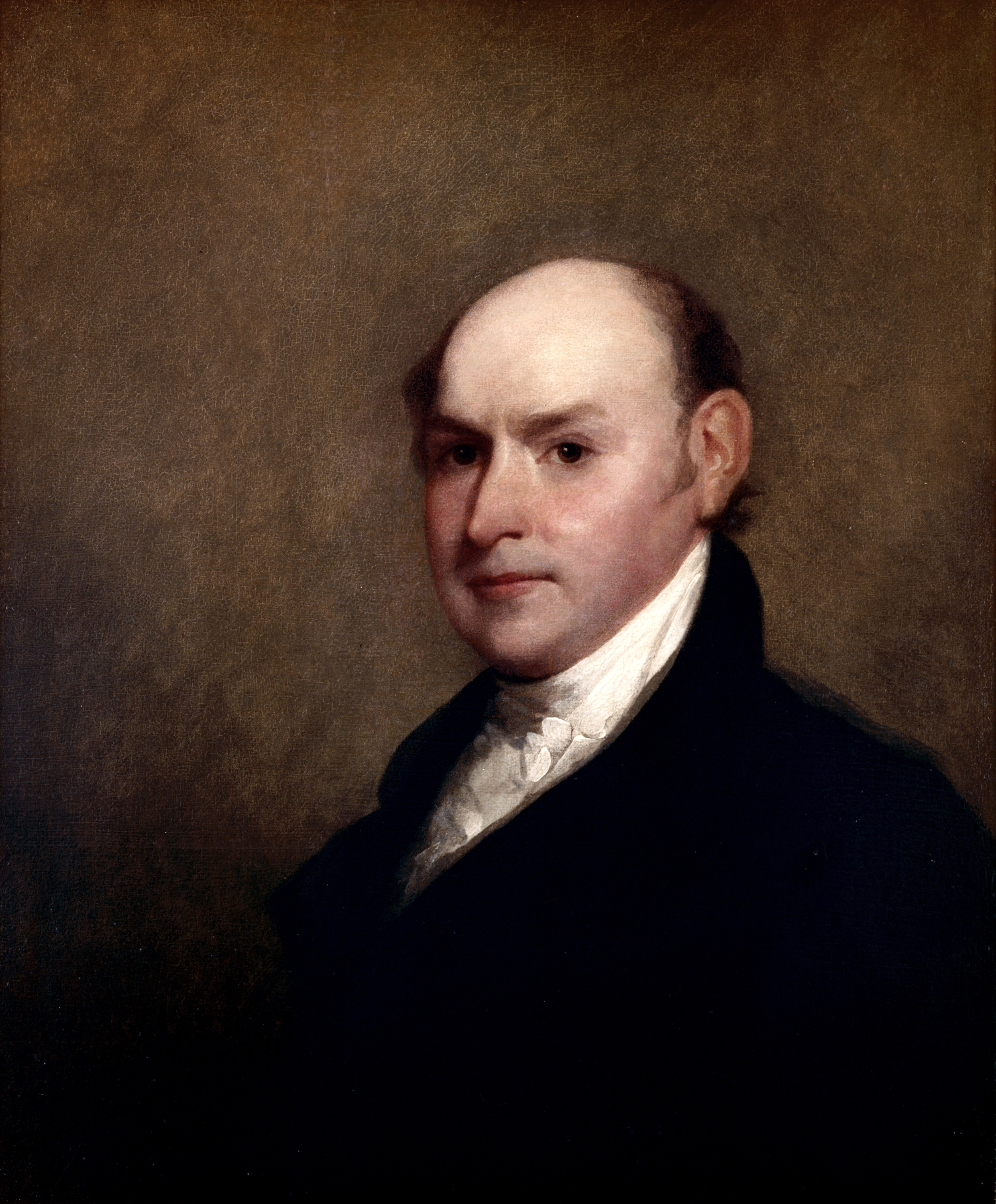
Le secrétaire d'État John Quincy Adams.

À l'issue des guerres napoléoniennes, les colonies espagnoles d'Amérique centrale et d'Amérique latine furent secouées par des mouvements révolutionnaires qui réclamaient l'indépendance. Les États-Unis avaient occupé en 1810 une partie de la Floride occidentale et, à l'époque où Monroe entra en fonction, des colons américains commençaient à s'installer sur le territoire espagnol à l'est de la Floride et en Nouvelle-Espagne. Ne disposant pas de forces suffisantes en Floride, les Espagnols étaient dans l'incapacité de lutter efficacement contre les Indiens séminoles, qui menaient régulièrement des raids au-delà de la frontière sur le territoire américain et protégeaient les esclaves en fuite. L'acquisition de la Floride était un objectif de longue date pour Monroe, Adams et les chefs de file du parti républicain-démocrate, qui estimaient que la mainmise des États-Unis sur cette région permettrait de contrebattre l'influence britannique et espagnole dans le sud-est du pays. 
Afin d'endiguer les raids séminoles contre les installations américaines en Géorgie et les empêcher de continuer à recueillir les esclaves fugitifs, l'armée américaine fit des incursions de plus en plus fréquentes en territoire espagnol. Au début de l'année 1818, Monroe envoya le général Andrew Jackson à la frontière entre la Géorgie et la Floride pour défendre cette zone contre les raids séminoles. Monroe autorisa Jackson à attaquer les campements amérindiens situés en Floride espagnole mais lui interdit en revanche de s'en prendre aux établissements espagnols eux-mêmes. Lors de la première guerre séminole, Jacskon pénétra en territoire espagnol et attaqua le fort St.-Marks, propriété de la couronne d'Espagne. Il fit également exécuter deux sujets britanniques accusés d'avoir encouragé les Séminoles à attaquer les colonies américaines. Jackson déclara que la prise du fort était justifiée par le fait que les Espagnols soutenaient les Séminoles. Après la chute du fort St.-Marks, Jackson se dirigea sur la position espagnole de Pensacola qu'il occupa en mai 1818.

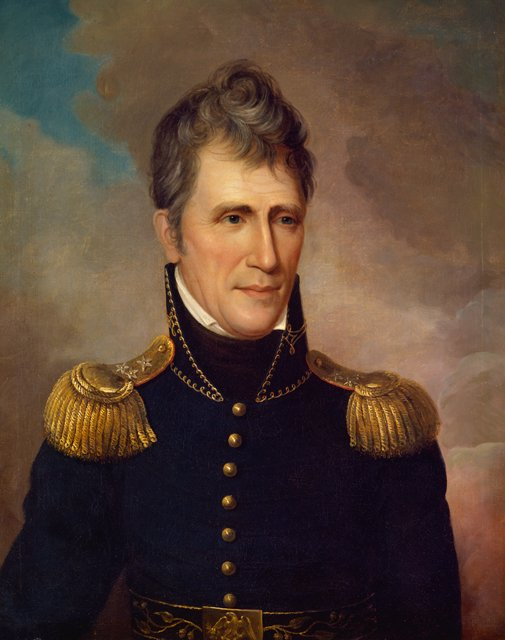
Le général Andrew Jackson.

Dans une lettre adressée à Jackson, Monroe réprimanda le général pour avoir outrepassé ses ordres. Toutefois, le président reconnaissait que l'attitude de Jackson était excusable étant donné le caractère particulier de la guerre contre les Séminoles. Même si les attaques de Jackson contre les forts espagnols n'étaient pas de son fait, Monroe réalisa que la campagne de Jackson avait placé les États-Unis en position de force dans les négociations pour l'achat de la Floride car elle avait démontré que les Espagnols étaient incapables de défendre ce territoire. L'administration Monroe restitua la Floride à l'Espagne mais demanda une plus forte implication espagnole dans la lutte contre les raids séminoles. Plusieurs membres du cabinet de Monroe, dont le secrétaire à la Guerre John C. Calhoun, voulaient traduire Jackson en cour martiale ou tout du moins le blâmer sévèrement pour son attitude ; le secrétaire d'État Adams estimait quant à lui que le comportement de Jackson était motivé en premier lieu par l'incompétence des autorités espagnoles à maintenir l'ordre dans leur propre territoire. Il expliqua notamment que l'Espagne avait laissé la Floride orientale se transformer en une « ruine destinée à être occupée par tous les ennemis des États-Unis, qu'ils soient civilisés ou sauvages, et n'ayant aucun autre but sur cette Terre que d'agacer ces derniers ». Ces déclarations et la restitution pleine et entière de la Floride persuadèrent les Britanniques et les Espagnols de ne pas intenter de représailles contre les États-Unis en réponse à la campagne de Jackson.
Lorsque les nouvelles des exploits de Jackson arrivèrent à Washington, ce fut la consternation et le Congrès déclencha immédiatement une procédure d'enquête. Clay critiqua la conduite de Jackson et demanda à ses collègues d'adresser un blâme officiel au général. Beaucoup de parlementaires qui étaient d'ordinaire favorables à Jackson déploraient les conséquences qu'il y avait de permettre à un général de faire la guerre sans le consentement du Congrès. Se référant à des généraux populaires qui s'étaient emparés du pouvoir par la force, le président de la Chambre Henry Clay invita ses compatriotes à se « rappelez que la Grèce avait eu son Alexandre, Rome son Jules César, l'Angleterre son Cromwell, et la France son Bonaparte ». Dominé par les républicains-démocrates, le Congrès poursuivait néanmoins à cette période des vues expansionnistes et soutenait à ce titre le très populaire Jackson. Après des débats animés, la Chambre des représentants refusa de condamner Jackson, approuvant ainsi de manière implicite l'intervention militaire. Les initiatives de Jackson durant la première guerre séminole firent l'objet d'une controverse dans les années suivantes, lorsque Jackson affirma que Monroe lui avait secrètement ordonné d'attaquer les positions espagnoles, ce que Monroe démentit.

#### Acquisition de la Floride

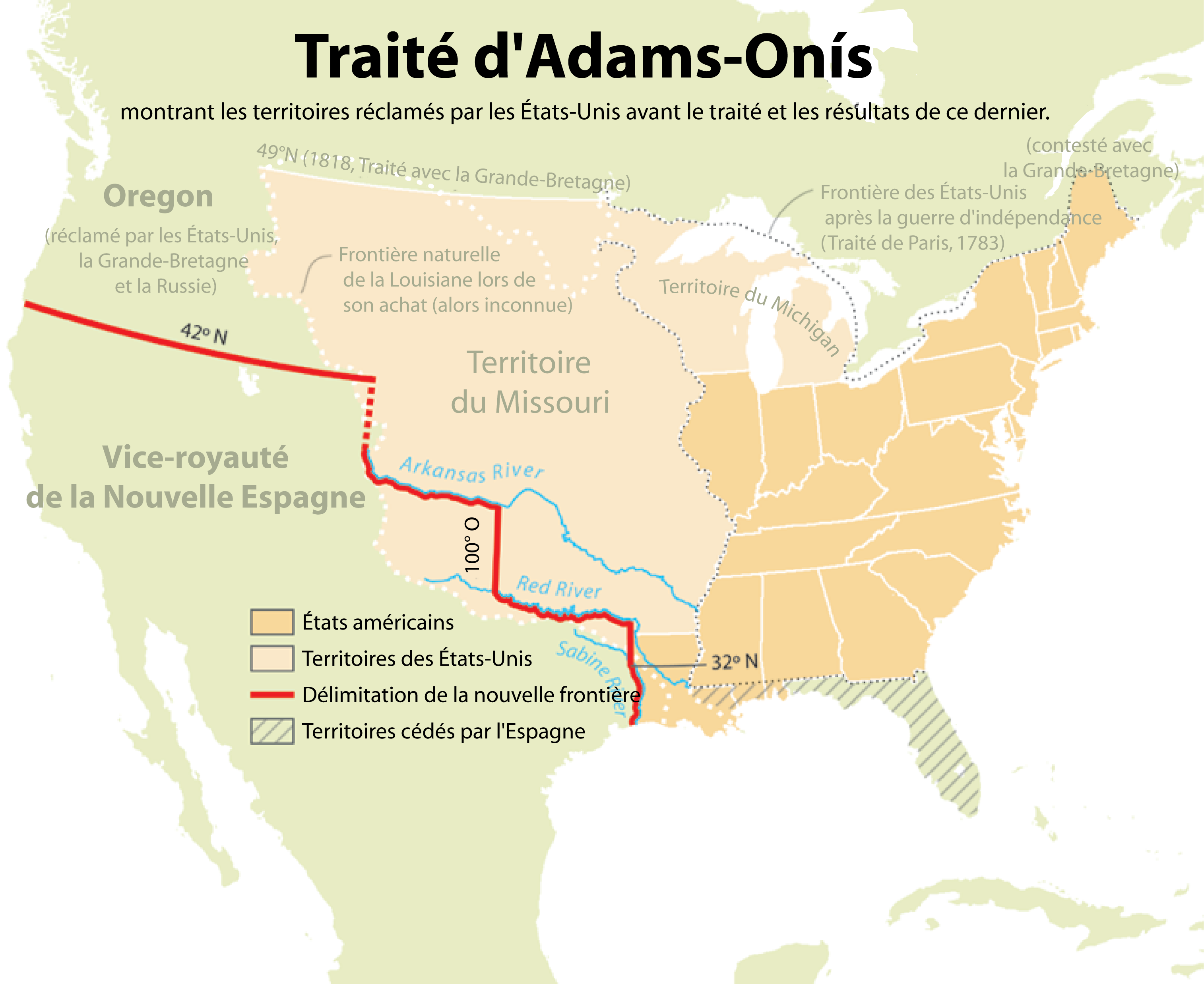
Carte montrant les résultats du traité d'Adams-Onís ratifié en 1819.

Les négociations pour l'acquisition de la Floride commencèrent au début de l'année 1818, mais le ministre plénipotentiaire espagnol à Washington, Luis de Onís, suspendit les pourparlers après l'occupation des établissements espagnols par Jackson. Les discussions reprirent entre lui et le secrétaire d'État Adams après la restitution des territoires par les États-Unis. Le 22 février 1819, l'Espagne et les États-Unis signèrent le traité d'Adams-Onís, qui cédait la Floride à la jeune nation américaine en échange de la prise en charge par cette dernière des réclamations de citoyens américains contre l'Espagne pour un montant ne dépassant pas les 5 millions de dollars. Le traité définissait également la frontière entre les deux nations en Amérique du Nord, d'abord le long du fleuve Sabine au Texas, jusqu'au 32e parallèle, avant de remonter au nord vers la rivière Rouge, puis encore plus au nord le long de la rivière Arkansas jusqu'à sa source, pour continuer ensuite de transiter vers le nord via le 42e parallèle et se jeter enfin dans l'océan Pacifique. Les États-Unis renonçaient par ailleurs à toutes les revendications sur les terres situées à l'ouest et au sud de cette frontière, alors que l'Espagne abandonnait définitivement ses prétentions sur le territoire de l'Oregon. Les Espagnols tardant à évacuer la Floride, certains membres du Congrès se prononcèrent en faveur d'une déclaration de guerre mais le transfert de souveraineté eut lieu de façon pacifique en février 1821.

### Amérique latine

#### Implication américaine

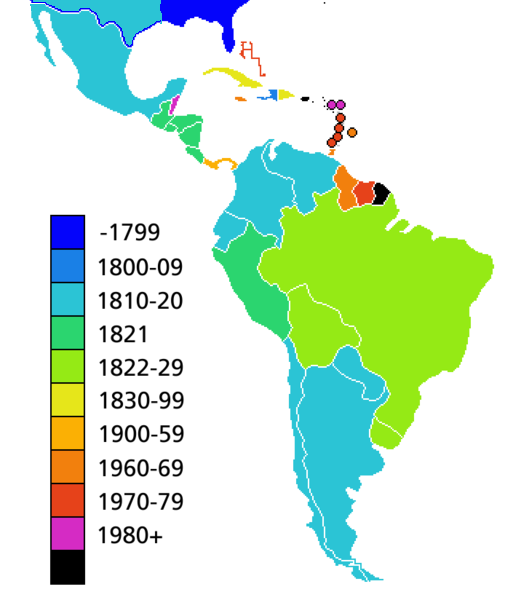
Pays d'Amérique latine par date d'indépendance.

Monroe accueillit favorablement les mouvements révolutionnaires anti-espagnols en Amérique latine. Il souhaitait à tout prix éviter de répéter la politique de l'administration Washington durant la Révolution française, lorsque cette dernière n'avait pas su manifester son attachement aux aspirations des peuples et à l'établissement de régimes démocratiques. Monroe se limita cependant à un soutien moral car il craignait qu'une intervention armée des Américains n'incitât les autres puissances européennes à venir en aide à l'Espagne. En dépit de sa sympathie pour les indépendantistes, Monroe refusa dans un premier temps de reconnaître les nouveaux gouvernements d'Amérique latine pour ne pas perturber les négociations en cours avec l'Espagne au sujet de la Floride.
En mars 1822, Monroe reconnut officiellement l'Argentine, le Pérou, la Colombie, le Chili et le Mexique, récemment émancipés de la tutelle espagnole. Le secrétaire d'État Adams, sous l’œil attentif de Monroe, rédigea les instructions pour les ambassadeurs envoyés dans ces nouveaux pays. À l'intérieur de ces dépêches, il était dit que l'objectif des États-Unis était de préserver les institutions républicaines et de conclure des traités de commerce avantageux selon la clause de la nation la plus favorisée. La jeune nation américaine souhaitait également organiser des congrès panaméricains consacrés au développement d'institutions politiques et économiques fondamentalement différentes de celles de l'Europe. Monroe était fier de voir les États-Unis être la première nation à reconnaître des régimes démocratiques et à donner l'exemple au reste du monde pour son soutien à la « cause de la liberté et de l'humanité ». En 1824, les États-Unis et la Grande-Colombie signèrent le traité Anderson-Gual qui établissait des relations d'amitié, de paix, de navigation et de commerce entre les deux pays et qui fut le premier traité conclu par les États-Unis avec une autre nation américaine,. Entre 1820 et 1830, le nombre de consuls américains présents dans des pays étrangers doubla, cette hausse étant particulièrement sensible en Amérique latine. Le rôle de ces diplomates était d'aider les marchands à développer le commerce américain dans l'hémisphère Ouest.

#### Doctrine Monroe
Les Britanniques assistèrent avec satisfaction au démantèlement de l'empire colonial espagnol car l'Espagne appliquait une politique mercantiliste qui imposait des restrictions sur le commerce entre les colonies espagnoles et les autres puissances. En octobre 1823, l'ambassadeur Richard Rush informa le secrétaire d'État Adams que le ministre des Affaires étrangères britannique, George Canning, désirait formuler une déclaration conjointe afin de dissuader une éventuelle puissance d'intervenir en Amérique centrale et en Amérique du Sud. Cette initiative était en partie motivée par le retour sur le trône d'Espagne du roi Ferdinand VII, grâce à l'intervention d'un corps expéditionnaire français. La Grande-Bretagne craignait que la France ou encore la Sainte-Alliance, formée de l'Autriche, de la Prusse et de la Russie, viennent prêter main-forte à l'Espagne pour l'aider à reprendre le contrôle de ses colonies. Les Britanniques ne voulaient pas d'une telle intervention et ils sollicitèrent donc l'appui des Américains. Monroe et Adams étudièrent longuement la suggestion du cabinet britannique et les anciens présidents Jefferson et Madison furent invités à donner leur avis sur la question. 

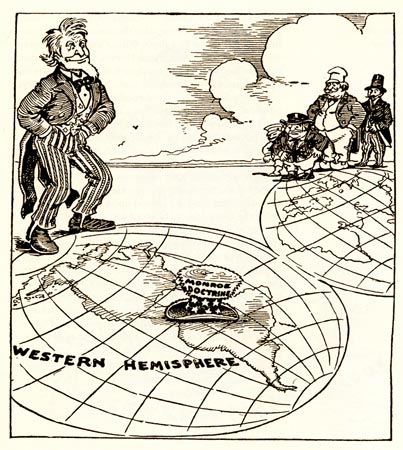
Dessin de 1912 symbolisant la doctrine Monroe.

Au départ, Monroe était prêt à accepter l'offre de Canning, ce en quoi il était encouragé par Madison et Jefferson. Adams était toutefois rigoureusement opposé à une coopération avec la Grande-Bretagne car il estimait qu'une déclaration bilatérale freinerait l'expansion américaine à l'avenir. En outre, et Monroe rejoignit Adams sur ce point, les deux hommes ne voulaient pas faire jouer aux États-Unis le rôle de partenaire de seconde zone dans n'importe quel type d'alliance. Plutôt que de répondre directement à la demande de Canning, Monroe décida d'inclure une déclaration au sujet de l'Amérique latine dans son message annuel au Congrès en 1823. À la même période, Monroe consulta régulièrement son cabinet et élabora la politique de son administration concernant l'ingérence européenne en Amérique du Sud ; Adams, en particulier, joua un rôle crucial lors de ces séances et persuada Monroe de ne pas utiliser un vocabulaire trop belliqueux afin de ne pas heurter inutilement les membres de la Sainte-Alliance.
Le message annuel de Monroe fut lu devant les deux chambres du Congrès le 2 décembre 1823. Dans ce texte furent exprimés pour la première fois les principes constitutifs de la doctrine Monroe : les États-Unis continuaient d'observer une stricte neutralité vis-à-vis des affaires européennes, mais ne toléraient en contrepartie aucune reconquête d'une ancienne colonie par les Européens sur le continent américain. Monroe proclama ainsi à l'intention des puissances européennes que l'hémisphère occidental n'était plus ouvert à la colonisation. Cette avertissement était principalement destiné à la Russie qui souhaitait agrandir ses possessions sur la côte nord du Pacifique. De leur côté, les États-Unis ne devaient pas non plus interférer avec les colonies européennes existantes dans le Nouveau Monde,.
La doctrine Monroe reçut un écho favorable aux États-Unis et en Grande-Bretagne mais fut critiquée par la Russie, la France et l'Autriche. Les puissances européennes savaient que les États-Unis n'étaient pas en mesure d'imposer la doctrine Monroe par la force mais qu'ils pouvaient en revanche compter sur la protection de la marine britannique. Néanmoins, la mise en place de la doctrine Monroe constituait une étape supplémentaire de l'affirmation des États-Unis sur la scène internationale, ces derniers revendiquant pour la première fois une sphère d'influence. Elle fut également à l'origine d'un changement d'ordre psychologique : en effet, les États-Unis se détournèrent dès lors des affaires européennes pour se concentrer davantage sur les événements relatifs au continent américain. De même, les débats autour de la politique étrangère n'étaient plus exclusivement centrés sur les relations avec la Grande-Bretagne et avec la France mais accordaient plus d'attention à l'expansion de la façade occidentale et aux relations avec les tribus amérindiennes.

### Traité russo-américain
Au cours du XVIIIe siècle, la Russie avait établi des colonies sur les côtes de l'océan Pacifique. En 1821, le tsar Alexandre Ier publia une oukase proclamant la souveraineté de la Russie sur la côte nord-américaine du Pacifique, au nord du 51e parallèle nord. Le même décret interdisait également aux navires étrangers de s'approcher à moins de 115 miles des terres revendiquées par les Russes. Adams protesta vigoureusement contre cette décision qui constituait une menace potentielle pour les ambitions commerciales et territoriales des États-Unis. Souhaitant entretenir de bonnes relations avec la jeune nation américaine, Alexandre accepta de ratifier le traité russo-américain de 1824 qui limitait les revendications russes à la latitude 54°40', un peu au-delà du 54e parallèle nord, et autorisa l'accès des navires américains aux ports russes.

## États admis dans l'Union
Cinq nouveaux États furent admis dans l'Union sous la présidence de Monroe : 
- Mississippi — 10 décembre 1817[95]
- Illinois — 3 décembre 1818[96]
- Alabama — 14 décembre 1819[97]
- Maine — 15 mars 1820[98]
- Missouri — 10 août 1821[99]

## Échéances électorales

### Élection présidentielle de 1820

Résultats de l'élection présidentielle américaine de 1820.

Durant le premier mandat de Monroe, les États-Unis avaient traversé une dépression économique et l'esclavage avait émergé comme un enjeu particulièrement clivant sur la scène politique. En dépit de ces difficultés, l'effondrement du Parti fédéraliste laissa le champ libre à Monroe qui put concourir à sa réélection sans opposition. Une seule voix, celle de William Plumer, un grand électeur du New Hampshire qui vota pour John Quincy Adams, empêcha Monroe d'être élu à l'unanimité au sein du collège électoral. Plumer s'opposa également à la réélection du vice-président Tompkins qu'il considérait comme un personnage « extrêmement excessif ». De même, plusieurs électeurs qui avaient promis de voter pour Tompkins votèrent pour quelqu'un d'autre au poste de vice-président.

### Élection présidentielle de 1824

Résultats de l'élection présidentielle américaine de 1824. L'élection fut par la suite transférée à la Chambre des représentants.

À la fin de la présidence de Monroe, le Parti fédéraliste avait presque complètement cessé d'exister et tous les principaux candidats à l'élection présidentielle de 1824 étaient issus du Parti républicain-démocrate. Le secrétaire d'État John Quincy Adams, le secrétaire à la Guerre John C. Calhoun, le secrétaire du Trésor William H. Crawford et le président de la Chambre des représentants Henry Clay entrèrent en campagne en bénéficiant chacun d'importants soutiens. Crawford était partisan de la souveraineté des États et d'une stricte interprétation de la Constitution tandis que Calhoun, Clay et Adams étaient favorables à des améliorations structurelles, à une hausse des droits de douane et à la création d'une banque nationale. Alors que la date de l'élection approchait, le général Andrew Jackson se déclara à son tour candidat, notamment en raison des accusations portées contre lui par Clay et Crawford lors de sa campagne en Floride. Le caucus des nominations au Congrès avait déjà procédé à la sélection des candidats républicains-démocrates en vue de l'élection présidentielle mais il était largement discrédité en 1824 et les candidats furent désignés à la place par les assemblées législatives des États ou par les conventions de nomination. Alors que trois des membres de son cabinet participaient à l'élection, Monroe décida de rester neutre.
Ne se sentant pas de taille à lutter contre Jackson, Calhoun se retira de la course et brigua la vice-présidence. Les autres candidats comptaient beaucoup sur leurs assises régionales pour l'emporter : la Nouvelle-Angleterre était acquise à Adams et l'Ouest à Clay et Jackson, mais ce dernier était concurrencé dans les États du Sud par Crawford, handicapé par ses problèmes de santé. Lors de l'élection, Jackson arriva en tête avec 99 voix au sein du collège électoral contre 84 pour Adams, 41 pour Crawford et 37 pour Clay. Aucun candidat n'ayant obtenu la majorité absolue dans le collège électoral, l'élection du président fut donc transférée à la Chambre des représentants. L'élection se fit par délégation d'État, chaque délégation disposant d'une seule voix. Le XIIe amendement restreignant la possibilité de se présenter au vote de la Chambre aux trois premiers candidats, Henry Clay fut donc éliminé. Le programme politique de Jackson n'était pas très clair, mais Clay avait été scandalisé par les agissements du général en Floride et il craignait ce que Jackson ferait une fois entré en fonction. Il partageait en outre de grandes similitudes de vues avec Adams. Les deux hommes se rencontrèrent peu avant l'élection à la Chambre et Clay accepta de soutenir Adams. Le 9 février 1825, Adams fut élu président des États-Unis au premier tour de scrutin, raflant 13 des 24 délégations d'État.

## Héritage
La présidence de Monroe coïncida avec une période où les États-Unis commencèrent à se détourner des affaires européennes pour se concentrer davantage sur les problèmes de politique intérieure. Sous son mandat furent réglés un certain nombre de contentieux liés au traçage des frontières par le biais d'un accord avec la Grande-Bretagne et de l'acquisition de la Floride. Monroe aida également à apaiser les tensions qui agitaient la sphère politique en soutenant l'adoption du compromis du Missouri et renforça l'unité du pays par sa défense du nationalisme. Le politologue Fred Greenstein estime que Monroe fut un chef de l'exécutif plus efficace que certains de ses prédécesseurs, en particulier James Madison et John Adams. 
Dans les enquêtes d'opinions effectuées auprès des historiens et des politologues, Monroe est généralement évalué comme un président supérieur à la moyenne. Un sondage réalisé en 2018 auprès de la section de l’American Political Science Association consacrée aux présidents et aux politiques exécutives le liste à la 18e place parmi les présidents américains. Lors d'un sondage C-SPAN mené en 2017 auprès d'historiens, Monroe a terminé en 13e position.